# Trogopterus xanthipes
O Trogopterus xanthipes é um esquilo-voador e a única espécie colocado no gênero Trogopterus.Trogopterus xanthipes é um esquilo-voador encontrado nas províncias chinesas do sul: Hubei, Hunan, Guizhou, Sichuan e Yunnan. O esquilo é parecido a outros esquilos-voadores, o mais notável é um aglomerado de pêlos pretos na parte inferior da orelha. A pele é cinza-marrom em cima e branco na parte inferior. Tanto sua face quanto sua cauda são ligeiramente vermelhas. O comprimento do corpo é cerca de 30 cm, mais a cauda, que tem mais 30 cm de comprimento. O Trogopterus xanthipes é uma espécie em extinção, tanto devido à destruição das florestas, bem como devido à caça. Trogopterus xanthipes constrói seus ninhos em penhascos, geralmente em torno de 30 m acima do solo. Eles vivem em terreno montanhoso em altitudes de 1.300 a 1.500 m acima do nível do mar. Eles são noturnos, à noite, eles deixam seus ninhos e buscam por nozes, frutas e galhos.
- Este artigo foi inicialmente traduzido, total ou parcialmente, do artigo da Wikipédia em inglês cujo título é «Complex-toothed flying squirrel», especificamente desta versão.